# إدوارد وودورد
إدوارد وودورد (بالإنجليزية: Albert Edward Woodward)‏ هو قاضي ومحامي أسترالي، ولد في 6 أغسطس 1928 في بالارات في أستراليا، وتوفي في 15 أبريل 2010.